# سنجاب فارسي
السنجاب الفارسي أو السنجاب القوقازي هو نوع من السناجب يقطن منطقتي الشرق الأوسط والقوقاز في الغابات المعتدلة عريضة الأوراق والمختلطة. يعيش في منطقة الشام واليونان وتركيا والعراق وإيران وأرمينيا وأذربيجان وجورجيا.